# العقدة المساريقية السفلية
العقدة المساريقية السفلية هي عقدة تقع بالقرب من المنطقة الاي يتفرع فيها الشريان المساريقي السفلي من الشريان الأورطي البطني.

## صور إضافية

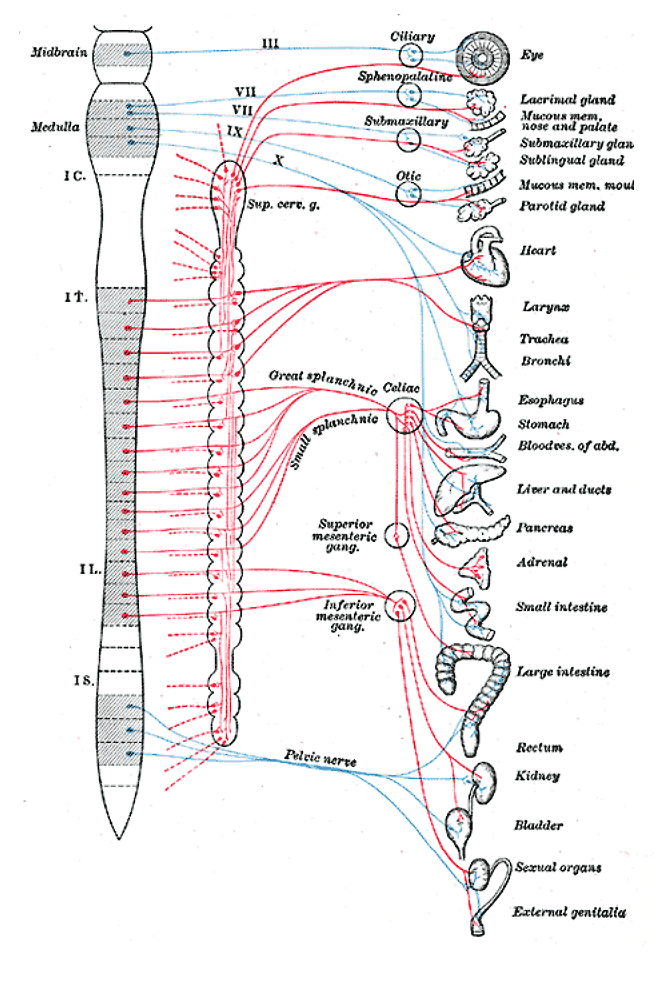
الجهاز العصبي الودي (الأحمر) والجهاز العصبي اللاودي (الأزرق)

## روابط خارجية
- وحدة التشريح «Introduction to Autonomics, Part 2 – Page 4 of 12» على موقع جامعة ميشيغان
- Nosek، Thomas M. "Section 6/6ch2/s6ch2_30". Essentials of Human Physiology. مؤرشف من الأصل في 2016-03-24.

1. ↑  نموذج تأسيسي في التشريح، QID:Q1406710